# Gabriella Carli
Gabriella Carli (* 1. Juni 1953 in Triest) ist eine italienische Dirigentin und Pianistin.

## Leben und Wirken
Gabriella Carli studierte von 1964 bis 1975 Klavier am Conservatorio Giuseppe Tartini in Triest. Nach dem Abschluss als diplomierte Pianistin besuchte sie die Meisterklasse von Carlo Zecchi am Mozarteum Salzburg und machte dort 1976 ihr Konzertexamen. In dieser Zeit trat sie als Pianistin bei den Musikfestspielen von Spoleto auf, wo sie dem Komponisten Gian Carlo Menotti begegnete, dem sie bei den Festspielen von 1975 bis 1980 assistierte. Auf seinen Rat wandte sie sich dem Dirigieren und der Opernregie zu.
Sie besuchte Meisterkurse bei Franco Ferrara an der Accademia Nazionale di Santa Cecilia und an der Accademia Musicale Chigiana sowie bei Karlheinz Stockhausen am Teatro Comunale di Bologna und bei Sergiu Celibidache bei den Münchner Philharmonikern. Ihr Dirigierdiplom legte sie 1977 bei Pierre Dervaux während der Internationalen Sommerakademie in Nizza ab. Im selben Jahr gab sie ihr Debüt als Dirigentin mit dem Philharmonischen Orchester Danzig in Venedig, unter anderem mit der 4. Sinfonie (Beethoven). Neben dem musikalischen Curriculum promovierte sie 1980 an der Universität Padua in Literaturwissenschaft mit einer Arbeit über Die Lieder mit Goethes Text von Mozart bis Hugo Wolf. Sie war ein Jahr Ballettrepetitorin am Theater Krefeld, bevor sie 1985 nach Berlin ging, wo sie 1987 Assistentin von Herbert von Karajan war. Carli gründete 1988 mit dem Kammerensemble Berlin ihr eigenes Orchester, mit dem sie 1989 im Kammermusiksaal der Berliner Philharmonie auftrat.  Über das Konzert schrieb Der Tagesspiegel: „Gabriella Carli dirigiert auswendig und ohne Taktstock. Auffallend ist ihre geschmeidige Linienführung und die sehr bewusste Gestaltung durch die Hände. Sie überzeugte durch eine unspektakuläre sensible Führung.“
Der RIAS Berlin porträtierte sie 1989 in einem Dokumentarfilm.
Carli ist als Dirigentin Mitglied des CIDIM (Centro Nazionale Italiano Musica) und lebt seit 1992 in der Schweiz. Nachdem sie 2008 Opfer eines gewalttätigen Überfalls geworden ist, engagiert sie sich mit Benefiz-Konzerten und Vorträgen für Frieden und Menschenrechte.
Im Frühjahr 2021 hat Carli die Idee sogenannter «covidistischer» Konzerte für den Frieden lanciert zum Gedenken an alle Opfer der COVID Krise und im November 2021 kam es zu ersten Aufführungen in Zürich und Basel. Im August nimmt sie an einem Podiumsgespräch mit der Forschungsplattform ORCHESTRA teil. Am 9. Mai 2023 dirigierte Gabriella Carli mit dem Tschechischen Nationalen Symphonieorchester ein Friedenskonzert im Königlichen Konservatorium in Bruxelles unter der Schirmherrschaft der EU-Kommissarin für Kultur.

## Auszeichnungen
- 1982 Dr. Walter Strebi-Preis bei den internationalen Musikfestspielen Luzern (heute „Lucerne Festival“)
- 1985 Stipendiatin des Deutschen Musikrates und der Deutschen Künstlerhilfe
- 1987 Stipendiatin der Freunde der Berliner Philharmonie
- 1990 Preis für künstlerische Verdienste des Bundespräsidenten Richard von Weizsäcker
- 1991 Verdienstorden der Italienischen Republik (Ordine al Merito della Repubblica Italiana) in der Stufe Offizier (Ufficiale).[17][18]